# 凱迪拉克Fleetwood

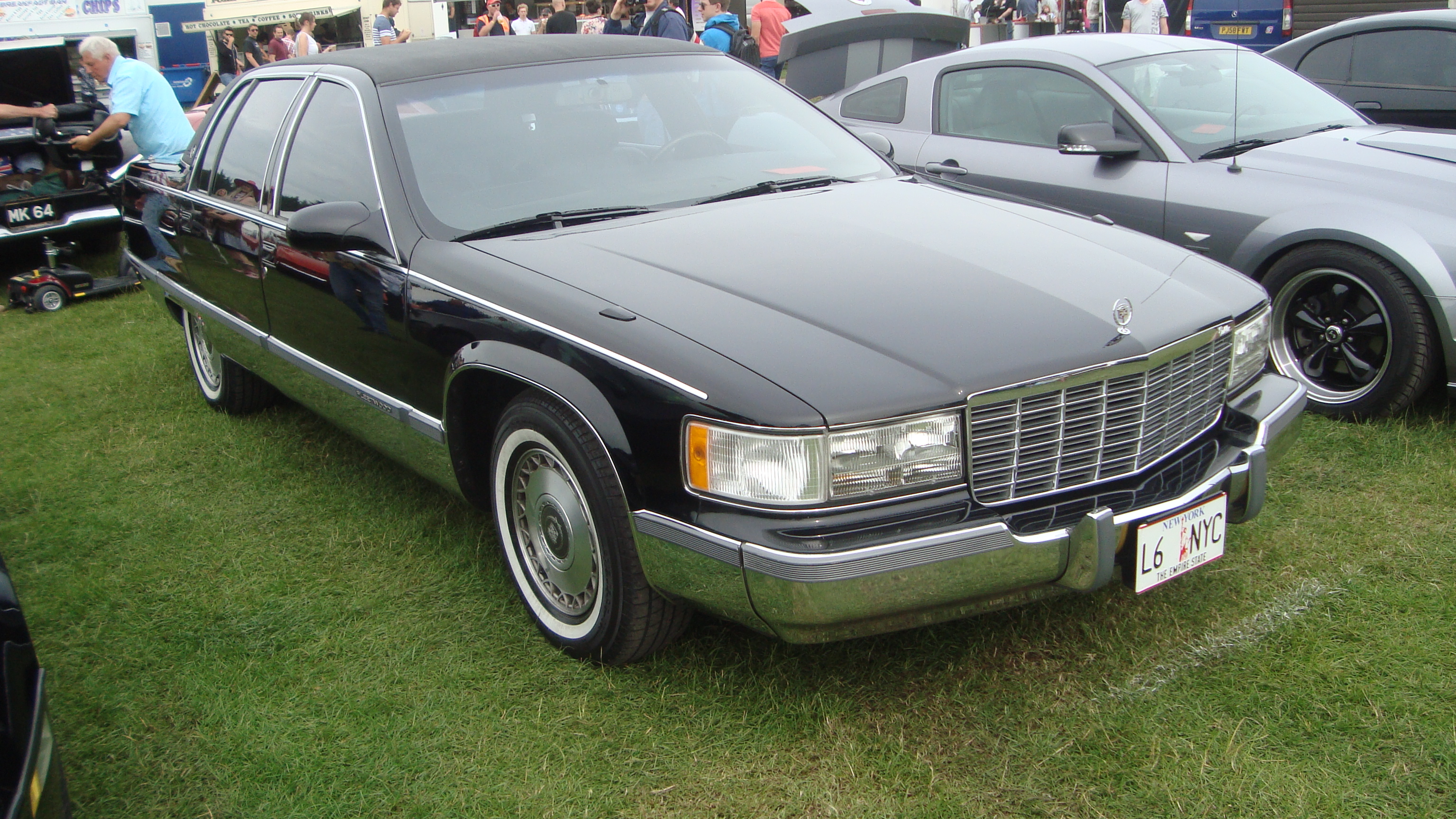
1995 Cadillac Fleetwood

Fleetwood 一詞泛指早期60特別、70系列等多種車款中的豪華版本(全名叫Fleetwood Brougham)，此條目所稱之Fleetwood為1985年DeVille中獨立出來的車款，而原先Fleetwood Brougham為了避免搞混則改名為Brougham，Fleetwood共計兩代，於1996年停產。

## 第一代Fleetwood (1985-1993)

### 概述
凱迪拉克DeVille於1985年更改成前輪驅動，並把DeVille中的一個選配名稱Fleetwood獨立成為一款車型，其配備、外型設計等方面差異不大。1986年Fleetwood coupe停產。1987年，凱迪拉克將原先60特別的 Fleetwood Sixty Special 及70&75系列中的Fleetwood 75 合併至此，同時換成了C-body平臺，Fleetwood Sixty Special加長至115.8英寸（2，940毫米），Fleetwood Series 75加長至134.4英寸（3，410毫米），並搭載4.1升HT-4100 V8引擎。

### 1989年小改款
1989年，凱迪拉克為了避免搞混，Fleetwood Sixty Special 改名為 Sixty Special（Fleetwood、Sixty Special及DeVille三款車型同時販售），而Fleetwood 也為了與DeVille做出區隔而重新設計外型，最大的區別在於Fleetwood和Sixty Special的尾部都有藏輪設計，DeVille則無。另外，雙門版的Fleetwood重新販售，而四門版的軸距也增長了76毫米，1990年4.5升HT-4500的V8引擎優化至180匹馬力，1991年甚至換成200匹馬力的4.9升HT-4900 V8引擎。其30,000美元的價格也比德國同級競爭對手便宜許多，可惜，這代Fleetwood被詬病缺乏靈活性，其過彎、性能等都不及對手，最終於1992年停產。

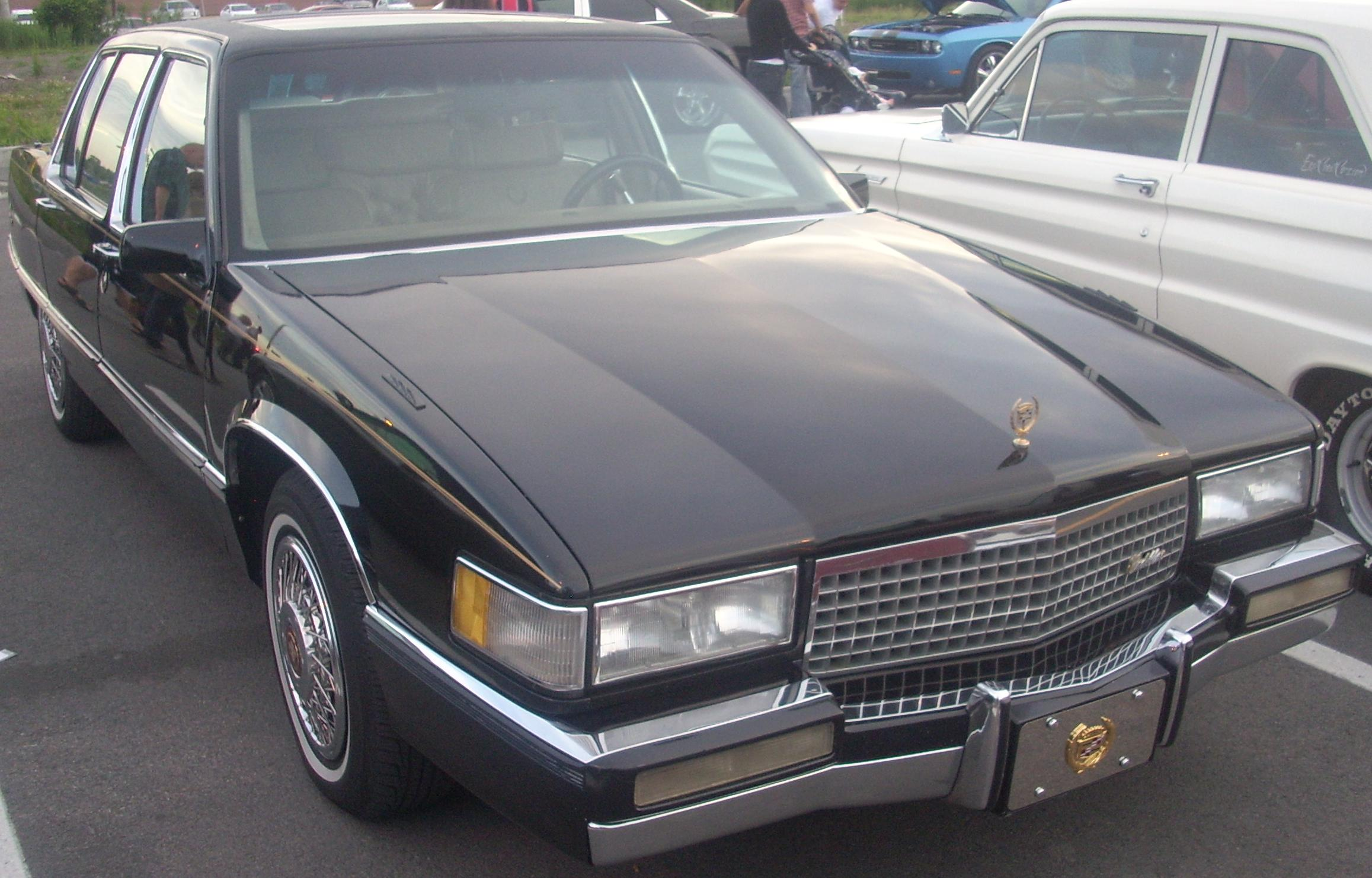
1987 Fleetwood
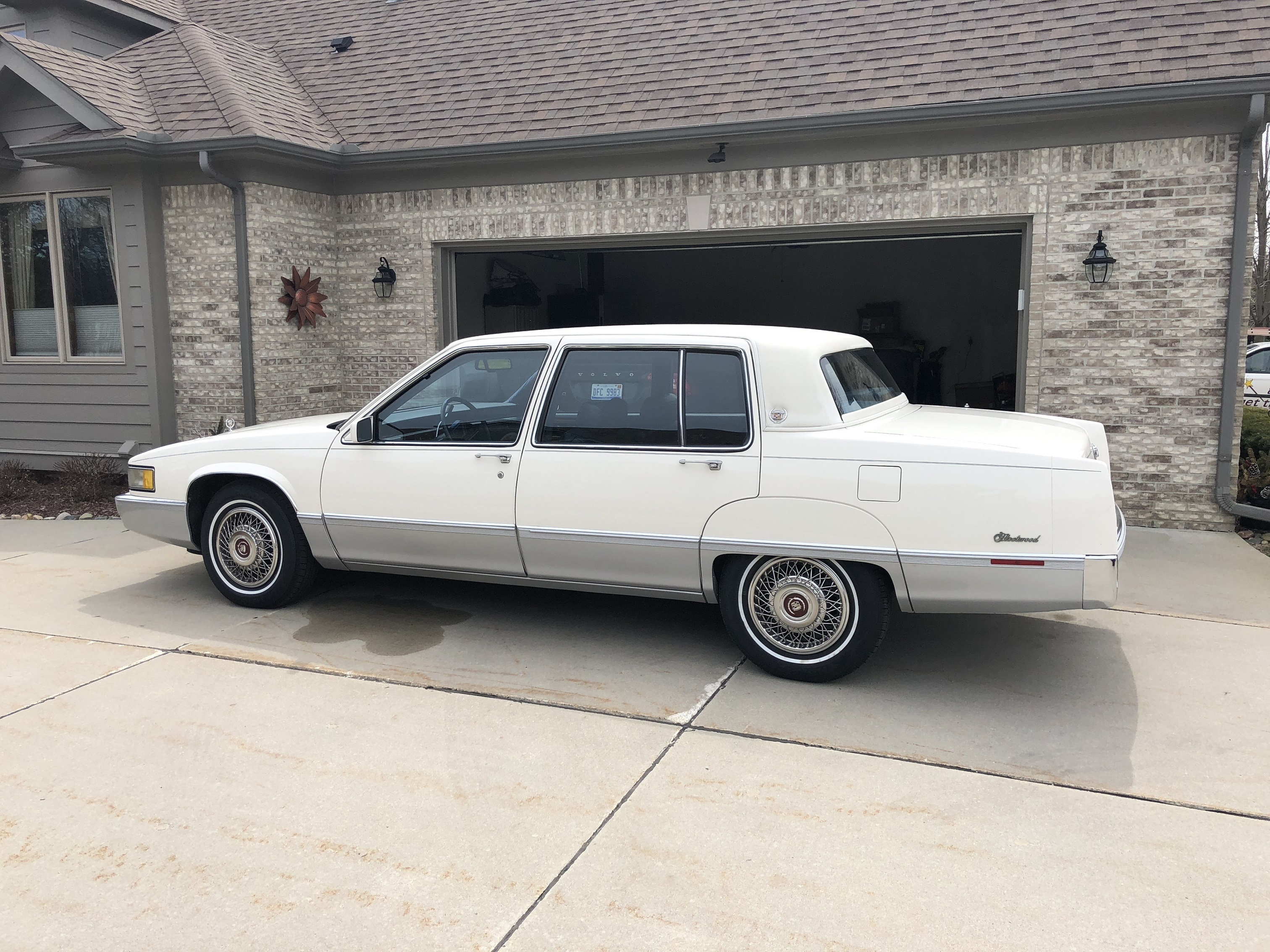
1989 Fleetwood
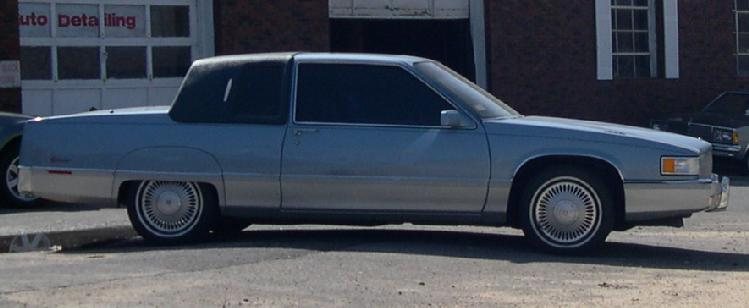
1990 Fleetwood coupe
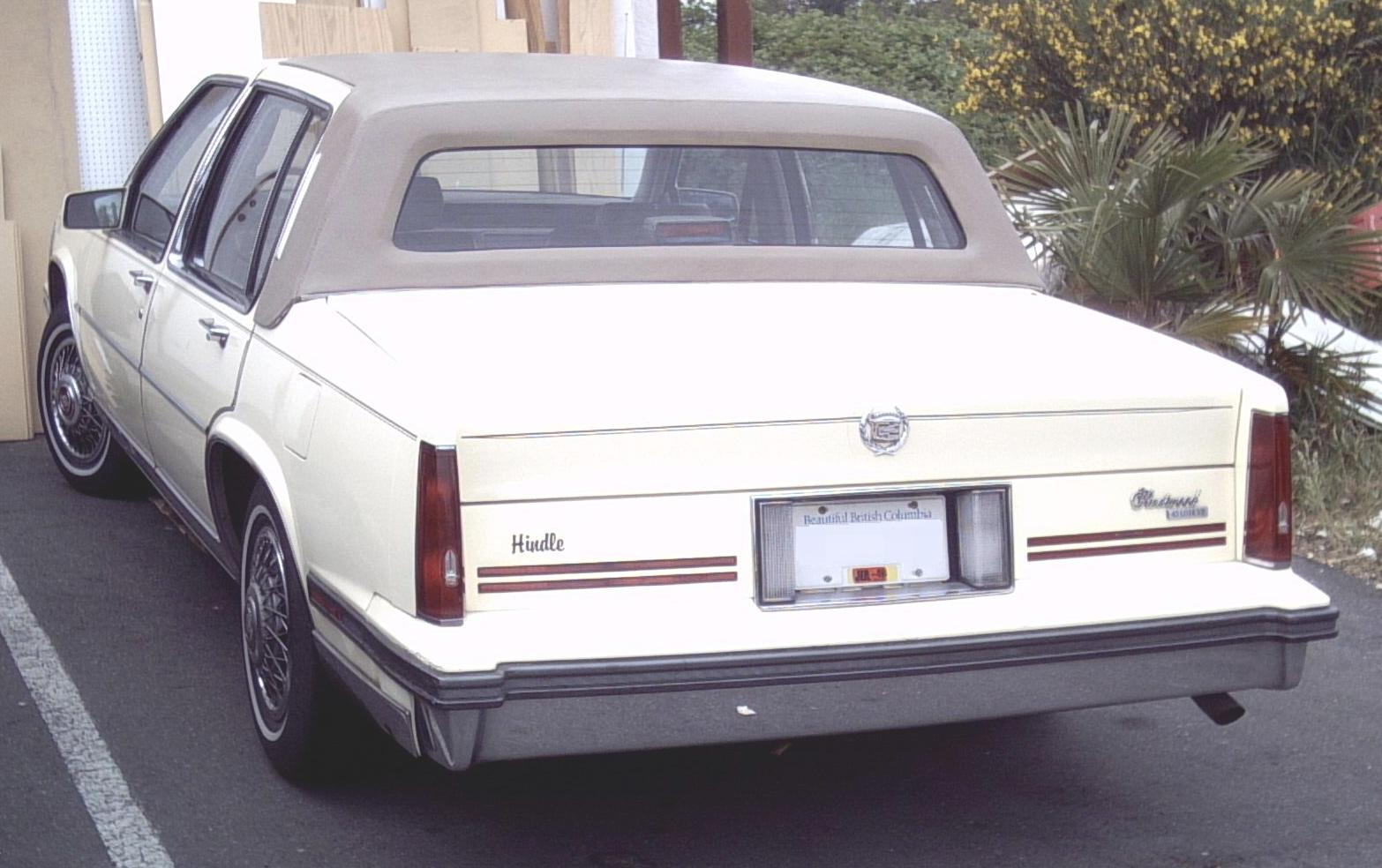
1990 Fleetwood (尾部)
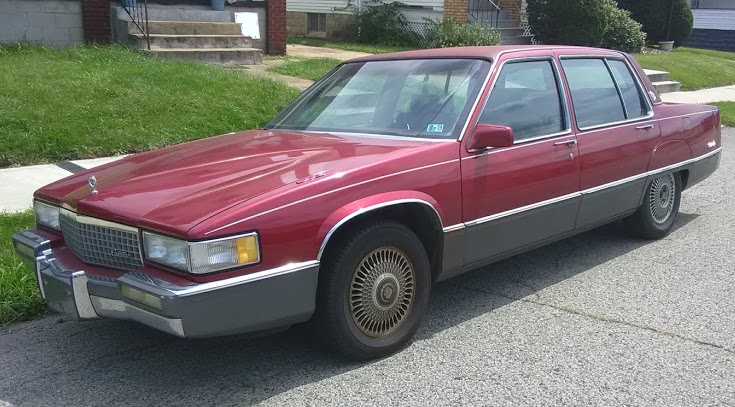
1986 Fleetwood
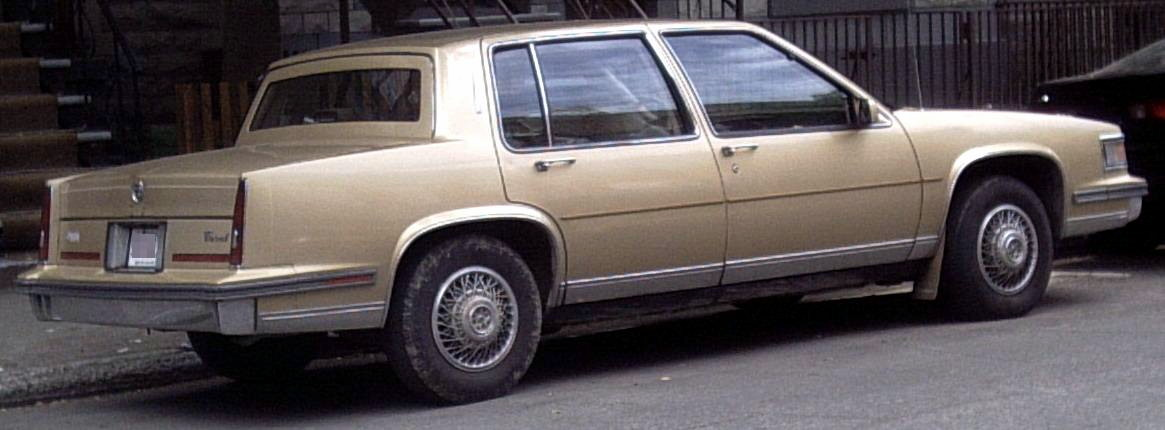
1992 Fleetwood

## 第二代Fleetwood (1993-1996)

### 概述
1993年，Sixty Special 停產，而Fleetwood 推出第二代，同時取代了Brougham，並從前驅C平台改成後驅D平台˙，車身也拉長至225英寸（5，700毫米），是當時美國境內最長的國產車。

### 配備
標配包括防煞車鎖死、牽引力控制、木紋內飾、皮革座椅、前排雙座安全氣囊。而Brougham選配版本則有全乙烯基車頂、C柱logo、六向駕駛記憶座椅、三位式調整及加熱座椅、後座梳妝鏡、後座儲物扶手。另外也可加選CD播放機、全尺寸備胎、玻璃天窗、鍍鉻輪圈、安全套件、自動防眩後視鏡。

### 動力
基本搭載5.7升L05 V8引擎，可產生185匹馬力與412牛頓米的扭距，並於1994年更換至5.7升 LT1 V8引擎，可產生260匹馬力（194千瓦）和447牛頓米的扭距，變速箱也從原本的4速自排 4L60 換成 4速自排 4L60E 以縮短後軸傳動裝置，整體換檔更加平穩舒適。

### 變體
這代Fleetwood 成為凱迪拉克最主力的銷售車款，其大型豪華房車定位以及後輪驅動的特色，使其取代DeVille成為加長禮車、靈車等特殊車種的首選。

### 後繼車
由於休旅車市場不斷擴張，1996年凱迪拉克與通用汽車其他品牌一齊停止生產後驅車，Fleetwood原先的工廠也轉為生產雪佛蘭Suburban及Tahoe等休旅車款。

### 銷售
| 年分          | 產量          |
| 1993          | 31,773        |
| 1994          | 27,473        |
| 1995          | 16,180        |
| 1996          | 15,109        |
| 總產量 90,535 | 總產量 90,535 |
| ------------- | ------------- |

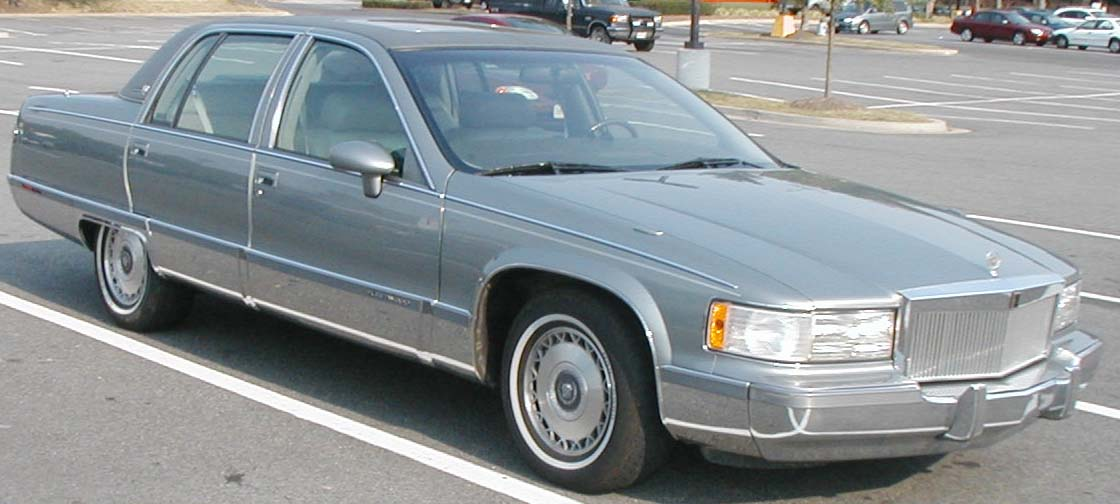
Fleetwood 正面
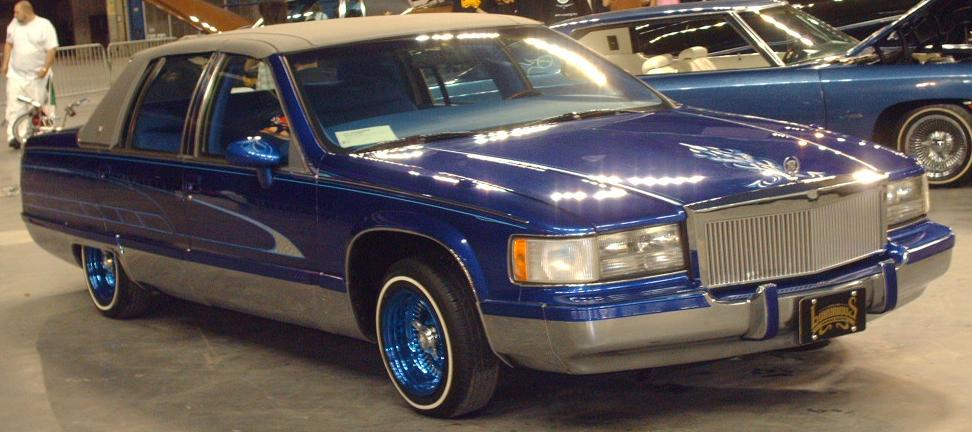
改裝 Fleetwood
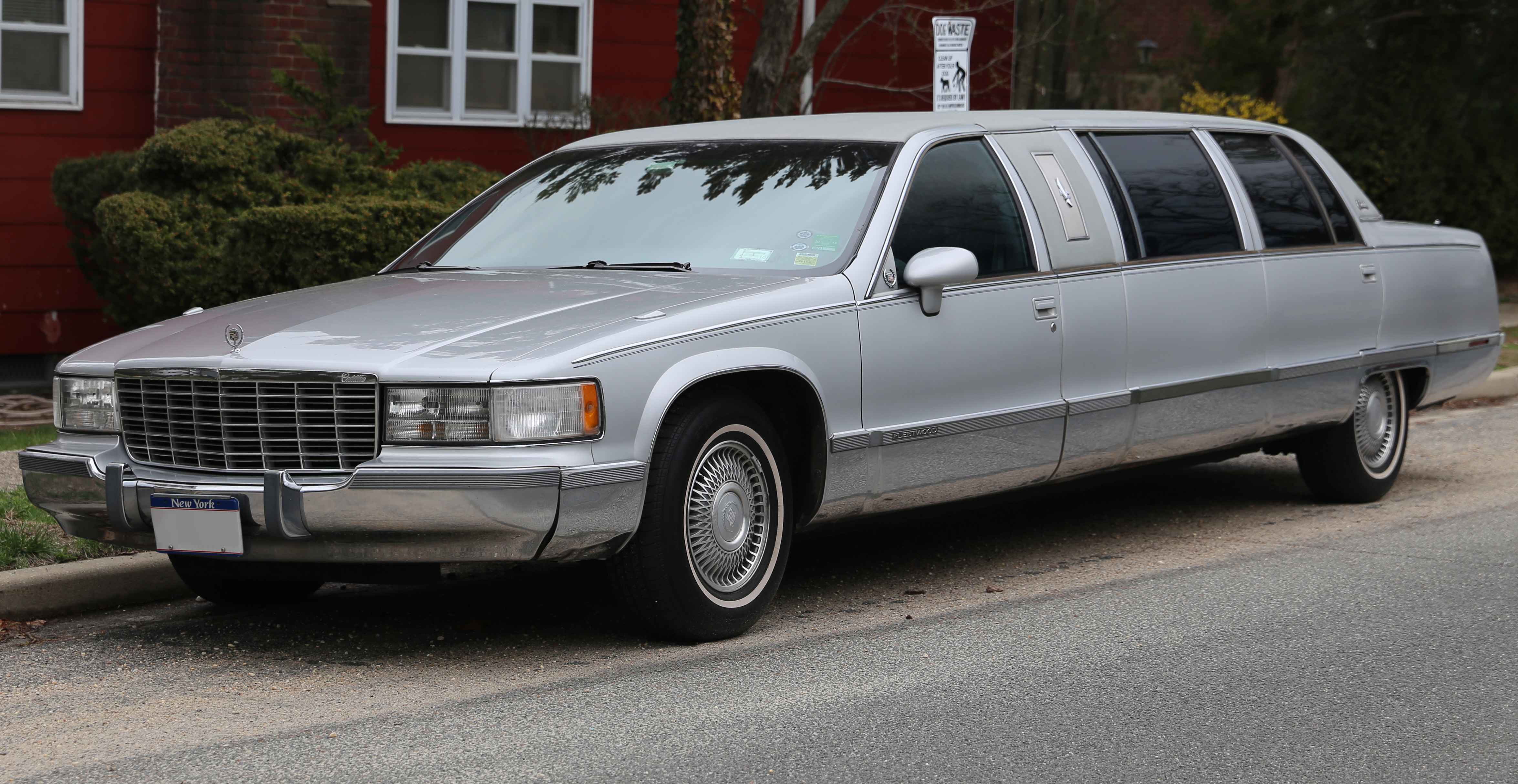
Fleetwood 禮車
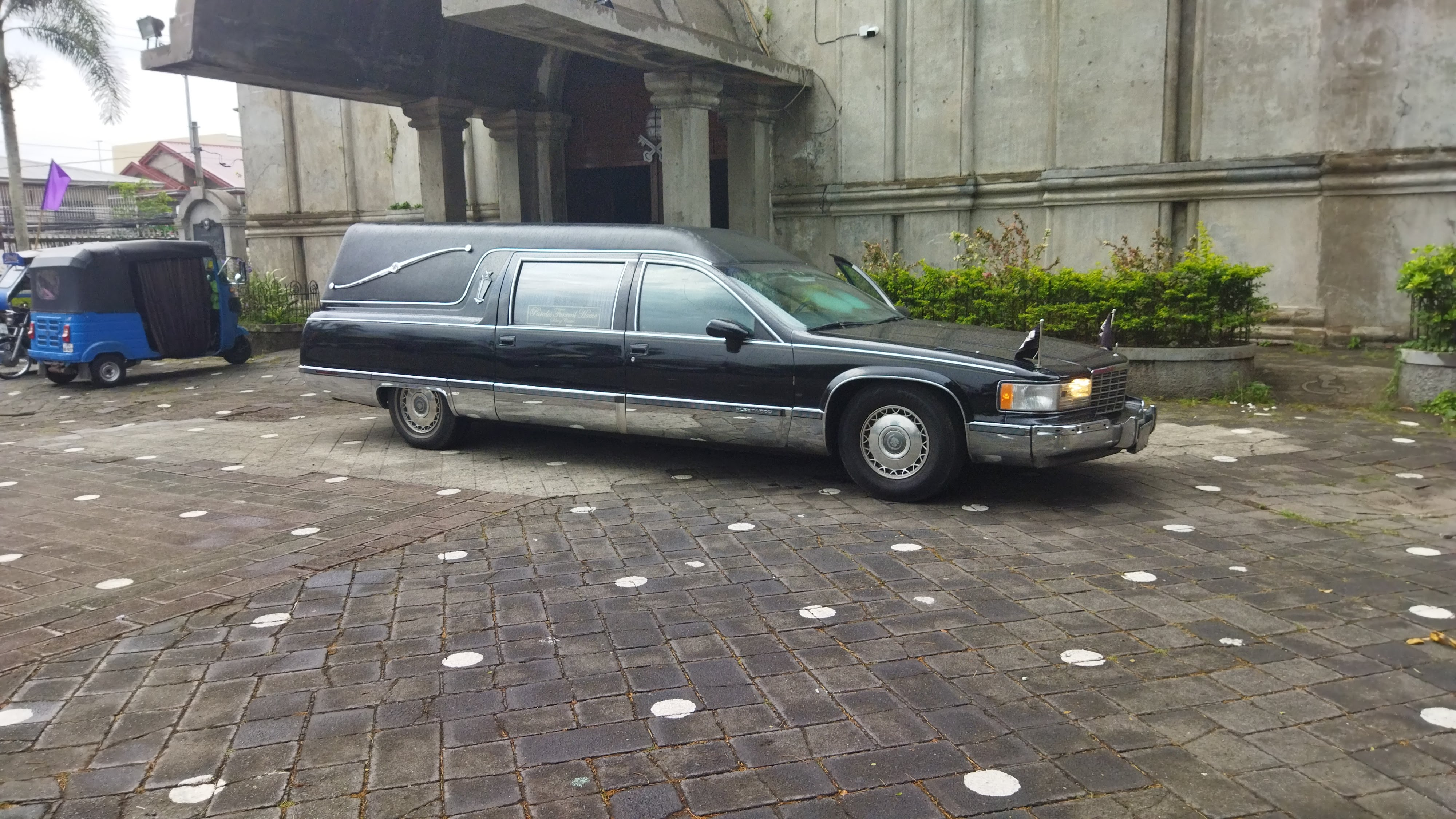
Fleetwood 靈車
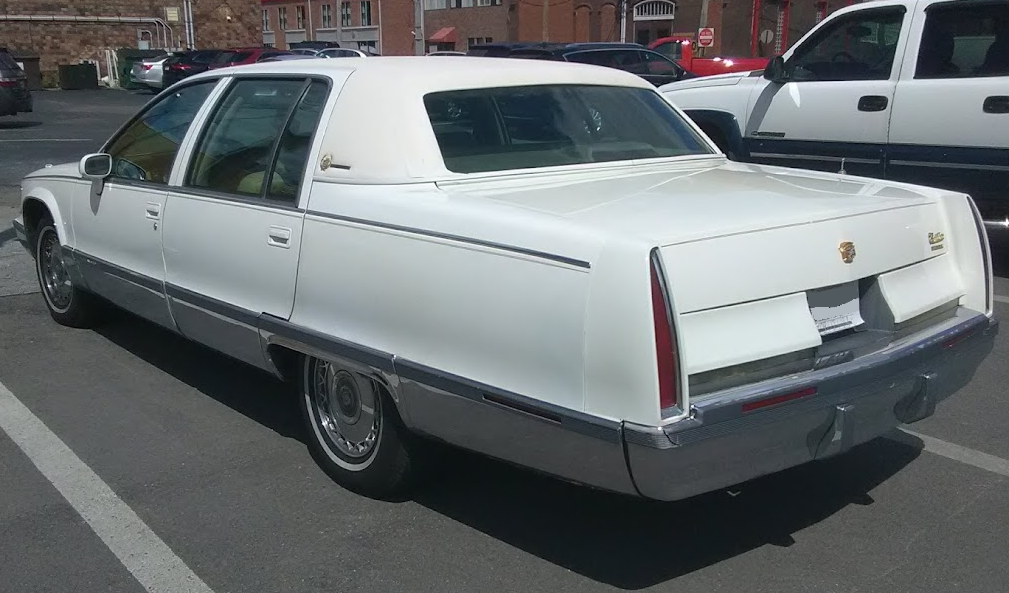
Fleetwood Brougham (尾部)

## Fleetwood  Limited

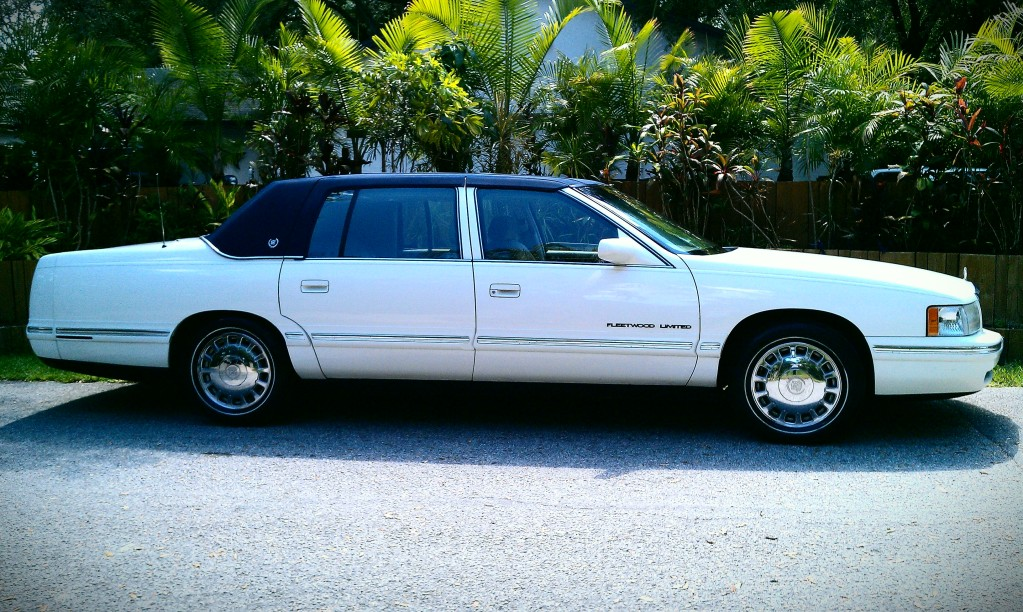
1999 Fleetwood Limited

Fleetwood Limited 是俄亥俄州利馬的Accubuilt公司根據DeVille改裝的版本，於1998年至1999年販售，比一般的DeVille的軸距長了6.0英寸（150毫米），總長度增加了12.0英寸（300毫米），膝部空間及行李箱皆比DeVille更大。在該車型兩年內共生產781輛（1998年為314輛，1999年為467輛）。

## 另請參考
- 凱迪拉克SixtySpecial
- 凱迪拉克Series70/75
- 凱迪拉克Fleetwood Brougham
- 凱迪拉克DeVille